# KkStB 98
| Hersteller:            | Lokomotivfabrik der StEG | Lokomotivfabrik der StEG |       |       |
| Anzahl:                | 4                        | 4                        |       |       |
| Nummerierung:          | kkStB 98.01–04           | kkStB 98.01–04           |       |       |
| Baujahr:               | 1886                     | 1886                     |       |       |
| Ausmusterung:          | 1918                     | 1918                     |       |       |
| Bauart:                | C n2t                    | C n2t                    |       |       |
| Zylinderdurchmesser:   | 290 mm                   | 290 mm                   |       |       |
| Kolbenhub:             | 350 mm                   | 350 mm                   |       |       |
| Treibraddurchmesser:   | 740 mm                   | 740 mm                   |       |       |
| fester Radstand:       | 1.900 mm                 | 1.900 mm                 |       |       |
| Gesamtradstand:        | 1.900 mm                 | 1.900 mm                 |       |       |
| Anzahl der Heizrohre:  | 132                      | 144                      |       |       |
| Rohrheizfläche:        | 45,2 m²                  | 45,8 m²                  |       |       |
| Strahlungsheizfläche:  | 3,0 m²                   | 4,8 m²                   |       |       |
| Rostfläche:            | 0,76 m²                  | 0,76 m²                  |       |       |
| Dampfdruck:            | 14                       | 14                       |       |       |
| Leermasse:             | 16,4 t                   | 16,4 t                   |       |       |
| Reibungsgewicht:       | 20,0 t                   | 20,0 t                   |       |       |
| Dienstgewicht:         | 22,3 t                   | 22,3 t                   |       |       |
| Länge:                 | k. A.                    | k. A.                    | k. A. | k. A. |
| Höhe:                  | k. A.                    | k. A.                    | k. A. | k. A. |
| Wasser:                | 2,3 m³                   | 2,3 m³                   |       |       |
| Kohle:                 | 1,2 m³                   | 1,2 m³                   |       |       |
| Höchstgeschwindigkeit: | 35 km/h                  | 35 km/h                  |       |       |

Die Dampflokomotivreihe kkStB 98 war eine Tenderlokomotivreihe der k.k. Staatsbahnen Österreichs, deren Lokomotiven ursprünglich für die Kolomeaer Lokalbahnen beschafft wurden.
Die kkStB beschaffte diese vier kleinen Lokomotiven 1886 für die Kolomeaer Lokalbahnen, auf deren Rechnung sie den Betrieb führte. Die Dimensionen der Maschinen sind sehr klein, auffallend ist nur der hohe Kesseldruck. Sie wurden als 98.01–04 bezeichnet.
Ihre Spur verliert sich mit Ende des Ersten Weltkrieges.